# Земельный кодекс Российской Федерации
Земельный кодекс Российской Федерации (ЗК РФ) — кодифицированный нормативно-правовой акт, являющийся основным источником земельного права в России. Состоит из 19 глав и 107 статей.
Согласно пункту 1 статьи 2 Земельного кодекса, земельное законодательство в соответствии с Конституцией Российской Федерации находится в совместном ведении Российской Федерации и субъектов Российской Федерации. Земельное законодательство состоит из Земельного кодекса, федеральных законов и принимаемых в соответствии с ними законов субъектов Российской Федерации.

## Структура Земельного кодекса
Земельный кодекс Российской Федерации состоит из 19 глав (общей сложностью 107 статей):
1. I. Общие положения;
2. I.1. Образование земельных участков;
3. II. Охрана земель;
4. III. Собственность на землю;
5. IV. Ограниченное пользование чужими земельными участками (сервитут, публичный сервитут), аренда земельных участков, безвозмездное пользование земельными участками;
6. V. Возникновение прав на землю;
7. V.1. Предоставление земельных участков, находящихся в государственной или муниципальной собственности;
8. V.2. Обмен земельного участка, находящегося в государственной или муниципальной собственности, на земельный участок, находящийся в частной собственности;
9. V.3. Установление сервитута в отношении земельного участка, находящегося в государственной или муниципальной собственности;
10. V.4. Перераспределение земель и (или) земельных участков, находящихся в государственной или муниципальной собственности, между собой и таких земель и (или) земельных участков и земельных участков, находящихся в частной собственности;
11. V.5. Безвозмездная передача земельных участков, находящихся в федеральной собственности, в муниципальную собственность или в собственность субъектов Российской Федерации;
12. V.6. Использование земель или земельных участков, находящихся в государственной или муниципальной собственности, без предоставления земельных участков и установления сервитута, публичного сервитута;
13. V.7. Установление публичного сервитута в отдельных целях;
14. VI. Права и обязанности собственников земельных участков, землепользователей, землевладельцев и арендаторов земельных участков при использовании земельных участков;
15. VII. Прекращение и ограничение прав на землю;
16. VII.1. Порядок изъятия земельных участков для государственных или муниципальных нужд;
17. VIII. Возмещение убытков при ухудшении качества земель, ограничении прав собственников земельных участков, землепользователей, землевладельцев и арендаторов земельных участков, правообладателей расположенных на земельных участках объектов недвижимости;
18. IX.Защита прав на землю и рассмотрение земельных споров;
19. X. Плата за землю и оценка земли;
20. XI.Мониторинг земель, землеустройство и государственный земельный кадастр;
21. XII. Государственный земельный надзор, муниципальный земельный контроль и общественный земельный контроль;
22. XIII.Ответственность за правонарушения в области охраны и использования земель;
23. XIV. Земли сельскохозяйственного назначения;
24. XV. Земли населённых пунктов
25. XVI. Земли промышленности, энергетики, транспорта, связи, радиовещания, телевидения, информатики, земли для обеспечения космической деятельности, земли обороны, безопасности и земли иного специального назначения;
26. XVII. Земли особо охраняемых территорий и объектов
27. XVIII. Земли лесного фонда, земли водного фонда и земли запаса;
28. XIX. Зоны с особыми условиями использования территорий.

## Принятие кодекса
Проект Земельного кодекса был внесён Правительством Российской Федерации в апреле 2001 года. Государственная дума приняла его в первом чтении 15 июня 2001 года, а во втором чтении — 14 июля 2001 года проект был принят Государственной думой во втором чтении (253 депутата — «за», 152 — «против», 6 воздержались). Обсуждение кодекса велось со скандалами: против принятия кодекса активно протестовали КПРФ и Аграрная партия России. В частности, в ходе первого чтения коммунисты и аграрии попытались не пустить к трибуне министра экономического развития и торговли Германа Грефа; во время перерыва коммунисты вышли на улицу для участия в акции протеста, которую разогна ОМОН; после возобновления обсуждения в Думе вспыхнула драка между Владимиром Тихоновым и Владимиром Брынцаловым. В ходе третьего чтения депутаты от Аграрной партии требовали исключить из кодекса статьи, запрещающие отчуждение земельных участков сельхозназначения в собственность иностранных граждан, иностранных юридических лиц и лиц без гражданства, а также утвердить мораторий на куплю-продажу пашни сроком не менее 10 лет. Коммунисты вообще выступали против принятия в каком-либо виде Кодекса. Однако проект Земельного кодекса РФ всё же был утверждён депутатами 21 сентября 2001 года в третьем и заключительном чтении.